# Alfred Rosenberg
Alfred Rosenberg (ur. 12 stycznia 1893 w Rewlu, zm. 16 października 1946 w Norymberdze) – zbrodniarz nazistowski, jeden z najbardziej wpływowych nazistów, twórca najważniejszych teorii rasistowskich narodowego socjalizmu oraz minister Rzeszy do spraw okupowanych terytoriów wschodnich. Był członkiem tajnego Towarzystwa Thule. Jest uważany za twórcę takich założeń ideologicznych NSDAP, jak skrajny antysemityzm, przekonanie o wyższości rasy aryjskiej, teoria Lebensraumu (przestrzeni życiowej dla narodu niemieckiego na obszarach wschodnich) czy dążenie do obalenia traktatu wersalskiego. Sądzony przed Międzynarodowym Trybunałem Wojskowym w Norymberdze, uznany winnym zbrodni przeciwko ludzkości i stracony.

## Życiorys

### Wczesna kariera
Rosenberg urodził się w Rewlu (obecnie Tallinn w Estonii) w rodzinie Niemców bałtyckich wyznania kalwińskiego; jego ojciec był kupcem. Zgodnie z najnowszymi badaniami Rosenberg był pochodzenia niemiecko-estońsko-łotewsko-francuskiego. Studiował architekturę w Rydze (Łotwa) (ukończoną w 1917) i inżynierię w Moskwie. Podczas rewolucji październikowej stanął po stronie kontrrewolucjonistów, a po ich klęsce wyemigrował w 1918 do Niemiec. W styczniu 1919 dołączył do Niemieckiej Partii Robotników, która następnie przekształciła się w NSDAP. W 1921 został redaktorem naczelnym najważniejszej nazistowskiej gazety „Völkischer Beobachter”. Po nieudanym puczu monachijskim w 1923 Hitler wyznaczył Rosenberga na tymczasowego przywódcę NSDAP. Tę funkcję sprawował on do momentu zwolnienia Hitlera z więzienia. Hitler nie bez powodu wyznaczył na to stanowisko Rosenberga. Wiedział bowiem, że jest to człowiek o słabym charakterze, pozbawiony ambicji. Dzięki temu uniknął sytuacji, iż tymczasowy lider partii stałby się dla niego groźnym konkurentem. W 1929 założył szowinistyczną organizację – „Kampfbund für Deutsche Kultur” (Związek Walki o Niemiecką Kulturę).
W 1930 Rosenberg został wybrany jako poseł do Reichstagu. W tym samym roku opublikował Mit XX wieku (niem. Der Mythus des 20. Jahrhunderts). Książka ta była przez współczesnych uważana za drugą co do znaczenia książkę dla ideologii narodowego socjalizmu po Mein Kampf. Do 1944 sprzedano 1 mln egzemplarzy. Był także wydawcą teoretycznego organu NSDAP „Nationalsozialistische Monatshefte”. W 1933 został mianowany szefem Wydziału Zagranicznego NSDAP, lecz jego pozycja w partii stopniowo słabła. Od 1934 był odpowiedzialny za szkolenie ideologiczne członków NSDAP.

### Teorie rasistowskie
Rosenberg był głównym nazistowskim twórcą teorii rasistowskich (przedstawione zostały one zwłaszcza w Micie XX wieku). Mit... jest studium historiograficznym – interpretacją i prognozą dziejów ludzkości z nazistowskiego punktu widzenia. Rewolucja narodowosocjalistyczna jest postrzegana jako ostateczny cel ludzkości, swoisty „koniec historii”. Dla Rosenberga punktem wyjścia w interpretacji historii jest odwieczna walka rasowa ludów aryjskich i semickich; jedynie ludy nordyckie są w stanie wytworzyć kulturę. Rosenberg starał się wykazać związki współczesnych Niemców z dawnymi cywilizacjami. Jego wywody mają charakter spekulatywny, mimo iż próbował nadać im charakter dobrze udokumentowanego studium historycznego. Za pierwszych historycznie potwierdzonych przodków ludów nordyckich uważał mieszkańców starożytnych Indii i Persów; antyczną Grecję klasyfikował jako „nordycką Helladę”, a Rzym okresu klasycznego określał mianem „nordycko-republikańskiego Lacjum”; uważał, że naród niemiecki jest dziedzicem tych tradycji. Dokonał podziału ludzi w postaci rasistowskiej drabiny, mającej na celu uzasadnienie polityki hitlerowskiej. Opierał się przy tym na pracach Arthura Gobineau, Houstona Stewarta Chamberlaina, Madisona Granta oraz na teoriach samego Hitlera. Na najniższym szczeblu tej drabiny Rosenberg umieścił osoby czarnoskóre, Żydów i inne ludy semickie. Wyżej znaleźli się Słowianie, jako autochtoniczna rasa niższa, zanieczyszczona przez Mongołów po podboju Rusi. Jako „rasę panów” (niem. Herrenvolk) Rosenberg określił rasę nordycką, określaną także mianem aryjskiej, wywodzącą się z mitycznej Atlantydy.
Ludy nordyckie traktował jako jednolitą rasę aryjsko-nordycką, która przez całą historię zmaga się z inną rasą – semicką (żydowską); przejawem takiej walki jest m.in. bolszewizm, który – jak zaznaczył Rosenberg w Micie... – „oznacza bunt elementów mongoidalnych przeciwko nordyckim formom kultury (...), jest nienawiścią nomadów przeciwko zakorzenieniu osobowości, oznacza próbę całkowitego odrzucenia Europy”. Zdaniem Rosenberga pojęcie rasy nie da się sprowadzić wyłącznie do cech biologicznych (rasizm); istotną rolę odgrywa element duchowy danych ludów; każda rasa posiada indywidualny „duch rasowy” (Rassenseele); jako rodzaj ducha zbiorowości jest on właściwym nosicielem cech rasowych we wszystkich formach i przejawach życia; w rezultacie rasa jest, jak stwierdza Rosenberg, „zewnętrznym przejawem ducha”; tak silnej determinancie musi podporządkować się charakter jednostki: indywidualizm musi ustąpić przed siłą „ducha rasowego”; odzwierciedleniem tego ducha jest dorobek cywilizacyjny danej rasy – kultura, sztuka, technika, a także system państwowy, prawny i polityczny; dlatego też każda rasa wytworzyła osobną, tylko dla niej właściwą kulturę; wybitne jednostki w obrębie danej rasy nie są genialnymi indywidualnościami – w ich działalności „duch rasowy” uwidacznia się tylko wyraźniej niż u innych przedstawicieli danej społeczności; wybitnymi nosicielami „ducha rasowego” są dla Rosenberga wybitni twórcy i myśliciele niemieccy, m.in. Immanuel Kant i Richard Wagner. Taki punkt widzenia – nacisk na duchowość jako czynnik determinujący rasę – konkurował z „materializmem rasy” (Rassematerialismus), stawiającym na pierwszym miejscu wyznaczniki antropologiczne i biologiczne.
W myśl teorii Rosenberga istotą „ducha rasowego” jest wola, rozumiana jako ukształtowana siła, która może narzucić naturze i całym ludom określoną formę organizacji; wola jest podstawową i wystarczającą siłą sprawczą; jak stwierdza Rosenberg w Micie..., „na wszystkie wątpliwości i pytania nowy człowiek nadchodzącej Trzeciej Rzeszy ma tylko jedną odpowiedź: Chcę; wola jest celem samym w sobie i najwyższym odniesieniem etyki narodowosocjalistycznej; nie do zaakceptowania jest moralność nadrzędna wobec niej”; zdaniem Rosenberga wyrazem woli, a zarazem i „ducha rasowego” jest sztuka poszczególnych ludów i przyjęta estetyka. Na poparcie swoich poglądów Rosenberg powoływał się na szereg niemieckich filozofów, m.in. Artura Schoppenhauera, którego pracę Świat jako wola i przedstawienie (Die Welt als Wille und Vorstellung, 1819) interpretował w taki sposób, by stała się koronnym dowodem słuszności jego wywodów.
Jako jeden z najważniejszych impulsów, które pozwoliły mu sformułować własny punkt widzenia na dzieje świata, Rosenberg wymieniał pracę Niemca angielskiego pochodzenia H.S. Chamberlaina Die Grundlangen des 19. Jahrhunderts (1899); stąd zaczerpnął podstawy teorii na temat kwestii żydowskiej i na niej oparł szereg wcześniejszych antysemickich publikacji. Rosenberg działał na rzecz rozpowszechnienia w Niemczech Protokołów mędrców Syjonu. W Micie XX wieku pisał, że Żydzi są przeciwieństwem ducha rasy aryjskiej; Aryjczycy jako „dzieci boże” przeciwstawieni są Żydom – rasie o „satanicznym” duchu i światopoglądzie; Żyd to „uosobienie diabła”, „przeciwnik całej ludzkości”. Tak jak wielu nazistów, Rosenberg twierdził, że Chrystus nie był Żydem, ale wcieleniem nordyckiego „ducha rasowego”, prawdziwym zaprzeczeniem żydostwa.
Teorie Rosenberga zmieniały się z czasem (hitlerowcy propagandowo dopasowywali często swoją ideologię np. do aktualnej sytuacji politycznej, m.in. Japończycy jako sojusznicy III Rzeszy określeni zostali jako „honorowi Aryjczycy”), jednak zawsze ich podstawą była supremacja rasy białej (ze szczególnym uwzględnieniem Niemców), bardzo silny nacjonalizm niemiecki i skrajny antysemityzm. Oprócz tego na poglądy Rosenberga, w dużej mierze przejęte przez NSDAP, składały się także: teoria Lebensraumu (przestrzeni życiowej dla Niemców obejmującej obszary wschodnie, czyli m.in. Polskę, Czechy i zachodnie ziemie ZSRR), całkowite odrzucenie traktatu wersalskiego, sprzeciw wobec sztuki modernistycznej, którą Rosenberg uznawał za sztukę zdegenerowaną oraz odrzucenie chrześcijaństwa.
Odrzucając chrześcijański pogląd o uniwersalnym człowieczeństwie i rozwoju ludzkości, Rosenberg twierdził jednocześnie, że pozytywne chrześcijaństwo ponad podziałami wyznaniowymi, rozumiane jako „skrajnie antyżydowska” forma religijności właściwa Europie i podzielana przez większość narodu niemieckiego, odpowiada wymogom moralności rasowej. Propagował przejętą z pism Chamberlaina rasowo-heroiczną, akcentującą męskość wizję Jezusa jako aryjskiego wojownika przeciwko Antychrystowi materialistycznego, judeomarksistowskiego bolszewizmu i uznawał w Jezusie pośrednika między człowiekiem a Bogiem. W Micie XX wieku twierdził, że Ewangelia Marka zawiera prawdziwe sedno nauki chrześcijańskiej o dziecku Bożym w odróżnieniu od tekstów Mateusza i Pawła uwikłanych w żydowską koncepcję Mesjasza i sługi Bożego, przedkładał walkę ze złem ponad nadstawianie drugiego policzka i podporządkowywał miłość bliźniego interesom narodu. Sprzeciwiał się naukowej racjonalności, uważając ją za wytwór „antyrasowego” systemu wartości liberalnej burżuazji i głosił, że nauka nie jest w stanie pokonać „prawdziwej religii”.

### Grabież dzieł sztuki
Po wybuchu II wojny światowej Rosenberg został przywrócony do łask i w 1940 stanął na czele tzw. Hohe Schule (było to Narodowosocjalistyczne Centrum Badań Ideologicznych i Oświatowych). Utworzył następnie „Specjalny Sztab Operacyjny do spraw Muzyki” (tzw. Sonderstab Musik), który zajmował się zbieraniem najwyższej jakości instrumentów i partytur na użytek uniwersytetu . Uczelnia miała zostać zbudowana w Linzu w Austrii. W praktyce polegało to na grabieży własności obywateli krajów okupowanych przez Niemcy. Inny sztab operacyjny, nazwany od jego nazwiska Einsatzstab Rosenberg, zajmował się rabunkiem dzieł sztuki. Do 1941 zrabował on 21 903 dzieła, w tym słynne obrazy i zabytki muzealne. W grudniu 1941 Rosenberg kierował tzw. „akcją meblową” (Aktion M), podczas której ograbiono z mebli prawie 70 tysięcy żydowskich domów w zachodniej Europie.

### Minister Rzeszy
Po agresji III Rzeszy na ZSRR w czerwcu 1941 Rosenberg został powołany przez Hitlera na stanowisko Ministra Rzeszy do spraw okupowanych Terytoriów Wschodnich (Reichministerium für die Besetzten Ostgebiete albo Ostministerium). Jego najbliższymi współpracownikami w ministerstwie zostali Alfred Meyer i Georg Leibbrandt. Celem Rosenberga było utworzenie na nowo podbitych terytoriach specjalnych jednostek administracyjnych tzw. komisariatów Rzeszy (Reichskommissariats). Miały to być komisariaty:
1. Reichskommissariat Ostland (kraje bałtyckie i część Białorusi)
2. Reichskommissariat Ukraine (Ukraina i pobliskie terytoria)
3. Reichskommissariat Kaukasus (rejon Kaukazu)
4. Reichskommissariat Moskowien (Moskwa wraz z resztą obszaru ZSRR znajdującego się w Europie)

Miało to na celu wzmożenie antyrosyjskich nacjonalizmów, zyskanie sojuszników, a następnie wykorzystanie ich przy powojennej budowie nowego porządku we wschodniej Europie po zwycięstwie Rzeszy poprzez utworzenie szeregu państw satelickich od Wielkiej Finlandii przez kraje bałtyckie, Białoruś, Ukrainę aż po Kaukaz. Komisariaty miały także stworzyć swoistą barierę przeciw rozprzestrzenianiu się bolszewizmu i komunizmu. Udało się utworzyć jedynie komisariaty Ostland (zarządzał nim Hinrich Lohse) i Ukraina (na czele z Erichem Kochem). W trakcie działań wojennych dochodziło do sporów między Rosenbergiem a Lohsem, Kochem i administracją kierowaną przez SS dotyczących traktowania ludności słowiańskiej na okupowanych ziemiach ZSRR. Rosenberg uważał, iż Słowianie należeli do rasy aryjskiej (choć byli znacznie „niższej wartości” niż Niemcy) i nie przewidywał ich likwidacji. Szefowie Komisariatów i SS prowadzili natomiast wobec ludności ZSRR politykę ludobójczą. W najbardziej skrajnych przypadkach Rosenberg próbował interweniować u Hitlera i Himmlera, ale nie przynosiło to skutku.
Nie znaczy to jednak, iż nie ponosi on odpowiedzialności za zbrodnie popełnione na terytoriach wschodnich. Rosenberg nie miał żadnych zastrzeżeń wobec masowej eksterminacji radzieckich Żydów (przez tzw. Einsatzgruppen), a Meyer i Leibbrandt byli jego osobistymi wysłannikami na konferencję w Wannsee (administracja Rosenberga brała aktywny i gorliwy udział w akcji zagłady Żydów w ZSRR). Wiedział on o brutalnym i nieludzkim traktowaniu ludności cywilnej. Wykazywał także wielką energię w plądrowaniu obszarów okupowanych, stwierdzając iż potrzeby narodu niemieckiego są ważniejsze i godząc się przy tym na pozbawienie żywności wielkiej liczby ludzi.

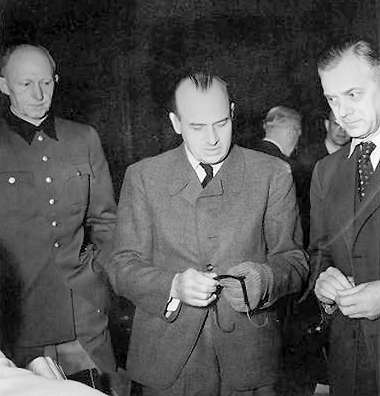
Proces w Norymberdze. Od lewej Alfred Jodl, Hans Frank oraz Alfred Rosenberg

Wreszcie nadzorował deportacje robotników przymusowych do Rzeszy, wiedząc o brutalnych metodach ich rekrutacji i strasznych warunkach w jakich ich transportowano .

### Proces i egzekucja

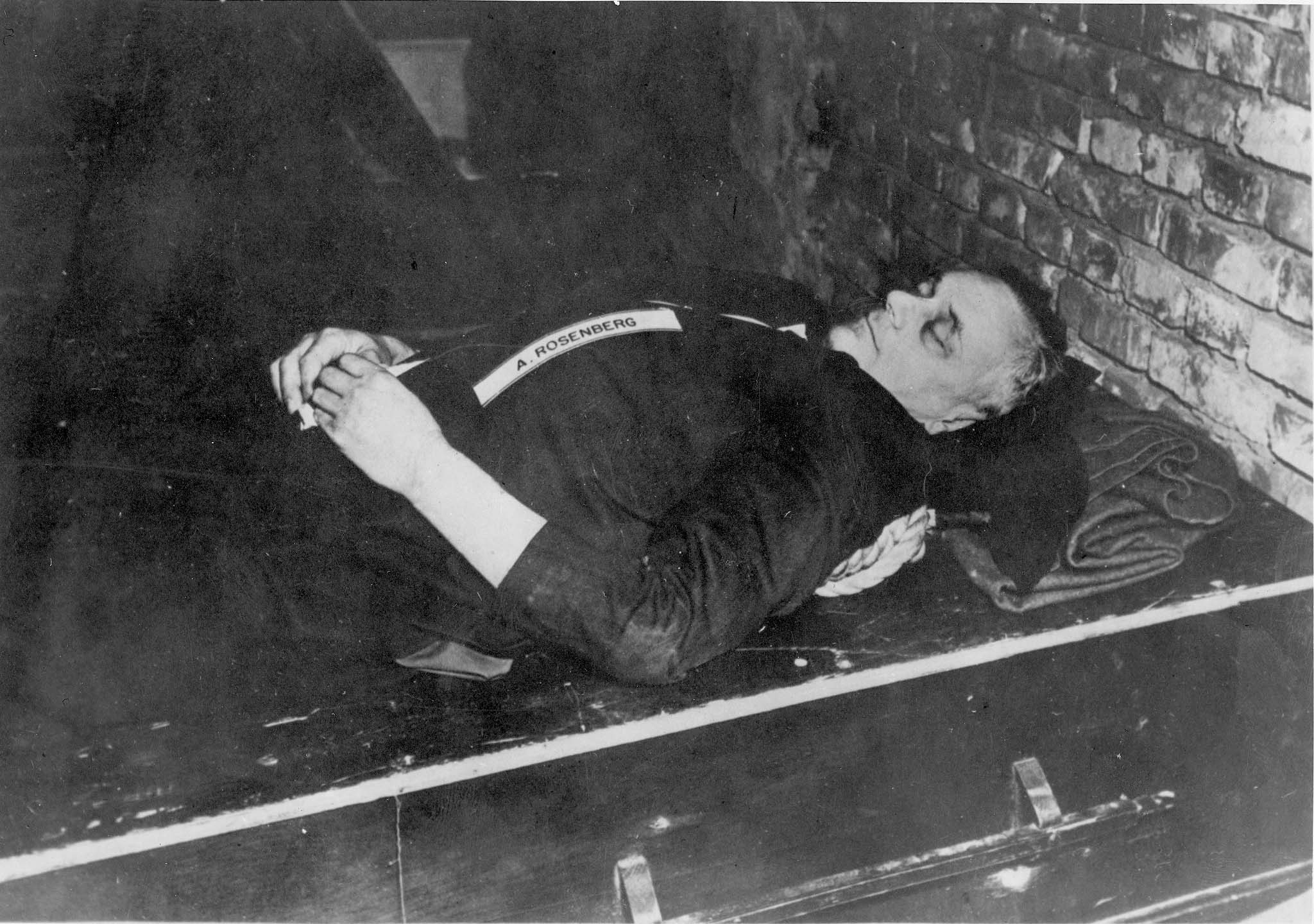
Po egzekucji

Rosenberg został schwytany przez aliantów po zakończeniu wojny. Wraz z innymi głównymi zbrodniarzami hitlerowskimi stanął przed Międzynarodowym Trybunałem Wojskowym w Norymberdze i został oskarżony o popełnienie zbrodni przeciw pokojowi, zbrodni wojennych i przeciw ludzkości.
Uznano go winnym wszystkich zarzutów. Za udział w planowaniu inwazji na Norwegię i ZSRR, grabież mienia oraz niszczenie majątku i kultury podbitych państw oraz, przede wszystkim, za potworne zbrodnie popełnione na ludności ZSRR, Alfred Rosenberg skazany został 1 października 1946 na karę śmierci. Wyrok wykonano przez powieszenie 16 października 1946 w norymberskim więzieniu. Rosenberg, jako jedyny ze skazanych, zapytany o to, czy chce sporządzić oświadczenie przed śmiercią, odmówił.

## Pisma wydane w języku polskim
- Bolszewizm, głód, śmierć!!! [sic], tłum. Ignacy Grabowski, Księgarnia Perzyński, Warszawa 1923.
- Dzienniki 1934–1944, red. Jürgen Matthäus(inne języki) i Frank Bajohr(inne języki), tłum. Michał Antkowiak, Wielka Litera, Warszawa 2016, ISBN 978-83-8032-103-8

## Życie prywatne
Pierwszą żoną Rosenberga była Estonka Hilda Leesmann, a drugą Niemka Hedwig Kramer, z którą miał dwoje dzieci: syna zmarłego w dzieciństwie i córkę Irene ur. w 1930.